# Test van Trendelenburg
Bij een positieve test van Trendelenburg is er sprake van zwakte van de heupabductoren. Dit zijn spieren die het been naar buiten kunnen bewegen, de musculus tensor fasciae latae, de musculus gluteus medius en musculus gluteus minimus. De test is genoemd naar Friedrich Trendelenburg.
De test gaat als volgt: de patiënt staat tegenover de onderzoeker en tilt zijn linkerbeen op en staat dus op alleen zijn rechterbeen. Normaal gesproken zal de linkerbil mee omhoog gaan. De test is nu negatief. Men herhaalt dit voor het rechterbeen. Als de bil van het opgetilde been omlaag zakt, is er zwakte van de heupabductoren (vooral de musculus gluteus medius, maar tevens de musculus gluteus minimus is mogelijk) aan de zijde van het standbeen. Men zegt dat de proef van Trendelenburg positief is aan de aangedane zijde.
Het biomechanisch verklaringsmechanisme is het feit dat de zwaartekracht normaal gesproken een adductiemoment veroorzaakt in de heup die wordt tegengegaan door de abductiemoment van de heupabductoren. De spierkracht zorgt normaal gesproken ervoor dat aan beide zijden van het heup deze wordt opgetild tegen de zwaartekracht in. Bij zwakte van de musculus gluteus medius aan één kant is het abductiemoment in de heup afwezig, waardoor aan de aangedane zijde adductie in het heupgewricht plaatsvindt die ervoor zorgt dat de heup aan de gezonde zijde omlaag zakt.